# Immunhämatologie
Immunhämatologie ist ein Querschnittsgebiet zwischen Immunologie, Hämatologie und Transfusionsmedizin, das sich mit Antigen-Antikörper-Reaktionen von und gegen Blutkomponenten, wie z. B. Erythrozyten, Leukozyten und Thrombozyten, sowie mit den durch diese immunologischen Reaktionen hervorgerufenen Erkrankungen beschäftigt.
Zu diesem Fachgebiet gehören z. B. Aufgaben der Blutgruppentypisierung und Identifizierung von Antikörpern, die zum Beispiel nach Bluttransfusionen und Schwangerschaften gegen körperfremde Antigene, oder durch Autoimmunität gegen körpereigene Antigene gebildet werden.